# Dan Fogler
Daniel Kevin Fogler (Brooklyn, 1976. október 20. –) Tony-díjas amerikai színész, szinkronszínész, forgatókönyvíró és humorista.
2007-ben szerepelt a Szerva itt, pofon ott és A kabalapasi című filmvígjátékokban. Jacob Kowalskit alakította a Legendás állatok és megfigyelésük (2016), a Legendás állatok: Grindelwald bűntettei (2018) és a Legendás állatok: Dumbledore titkai (2022) című fantasyfilmekben. Szinkronszínészként hangját kölcsönözte olyan animációs filmekben, mint a Kung Fu Panda (2008), a Horton (2008) és az Anyát a Marsra (2011).
A The Walking Dead című sorozatban Luke szerepében tűnt fel 2018 és 2022 között.

## Fiatalkora és családja
Brooklynban született, szülei második gyermekeként. Édesanyja, Shari Fogler angoltanár, édesapja, Richard Fogler sebész. A zsidó származású Dan a Poly Prep magániskolában tanult, majd a Bostoni Egyetemen végzett színházszakon, ahol minden lehetőséget megragadott a szereplésre.

## Magánélete
2009-ben vette feleségül Jodie Capest, a színészek és művészek karrierjét támogató Capes Coaching cég társalapítóját. Két gyermekük született.

## Filmográfia

### Film
| Év   | Magyar cím                              | Eredeti cím                                 | Szerep                           | Magyar hang      |
| ---- | --------------------------------------- | ------------------------------------------- | -------------------------------- | ---------------- |
| 2000 |                                         | Home Field Advantage                        | Charlie                          |                  |
| 2005 |                                         | Dumped!                                     | Elliott                          |                  |
| 2006 | Balek-suli                              | School for Scoundrels                       | Zack                             |                  |
| 2006 | Sikamlós sumákolás                      | Slippery Slope                              | Crafty                           |                  |
| 2007 | A kabalapasi                            | Good Luck Chuck                             | Stu                              | Görög László     |
| 2007 | Szerva itt, pofon ott                   | Balls of Fury                               | Randy Daytona                    | Minárovits Péter |
| 2008 | Horton                                  | Horton Hears a Who!                         | tanácselnök (hangja)             | Gesztesi Károly  |
| 2008 | Horton                                  | Horton Hears a Who!                         | Yummo (hangja)                   | Bolla Róbert     |
| 2008 |                                         | The Marconi Bros.                           | Carmine Marconi                  |                  |
| 2008 | Kung Fu Panda                           | Kung Fu Panda                               | Zeng (hangja)                    | Józsa Imre       |
| 2009 | Fanboys – Rajongók háborúja             | Fanboys                                     | Hutch                            | Fesztbaum Béla   |
| 2009 |                                         | Hysterical Psycho                           | pszichiáter                      |                  |
| 2009 | Woodstock a kertemben                   | Taking Woodstock                            | Devon                            | Bodrogi Attila   |
| 2009 | Derült égből szerelem                   | Love Happens                                | Lane                             | Láng Balázs      |
| 2011 | Szédületes éjszaka                      | Take Me Home Tonight                        | Barry Nathan                     | Görög László     |
| 2011 | Anyát a Marsra                          | Mars Needs Moms                             | Gribble (hang és motion capture) | Minárovits Péter |
| 2012 |                                         | Hellbenders                                 | Eric                             |                  |
| 2013 | Kerülőút                                | Scenic Route                                | Carter                           | Elek Ferenc      |
| 2013 | Az Európa-rejtély                       | Europa Report                               | Dr. Nikita Sokolov               | Fehér Tibor      |
| 2013 | Pulykaland                              | Free Birds                                  | Bradford kormányzó (hangja)      | Csuja Imre       |
| 2014 | Don Peyote                              | Don Peyote                                  | Warren / Don Peyote              |                  |
| 2015 | Gyilkos gimi                            | Barely Lethal                               | Mr. Drumm                        | Vida Péter       |
| 2015 |                                         | Ava's Possessions                           | JJ Samson                        |                  |
| 2016 |                                         | Little Door Gods (Xiao men shen)            | Shen Tu (angol hangja)           |                  |
| 2016 |                                         | Custody                                     | Denholz                          |                  |
| 2016 | Legendás állatok és megfigyelésük       | Fantastic Beasts and Where to Find Them     | Jacob Kowalski                   | Fekete Ernő      |
| 2017 |                                         | Becks                                       | Dave                             |                  |
| 2017 |                                         | Sex Guaranteed                              | Carl                             |                  |
| 2018 |                                         | 30 Nights                                   | Dr. Lance Ying                   |                  |
| 2018 |                                         | In Like Flynn                               | Joel Schwartz                    |                  |
| 2018 | Legendás állatok: Grindelwald bűntettei | Fantastic Beasts: The Crimes of Grindelwald | Jacob Kowalski                   | Fekete Ernő      |
| 2019 | Jay és Néma Bob Reboot                  | Jay and Silent Bob Reboot                   | Con-Ployee                       |                  |
| 2020 | A vita                                  | The Argument                                | Jack                             |                  |
| 2022 | Legendás állatok: Dumbledore titkai     | Fantastic Beasts: The Secrets of Dumbledore | Jacob Kowalski                   | Fekete Ernő      |
| 2022 | DC Szuperállatok Ligája                 | DC League of Super-Pets                     | Carl (hangja)                    |                  |

Rövidfilmek

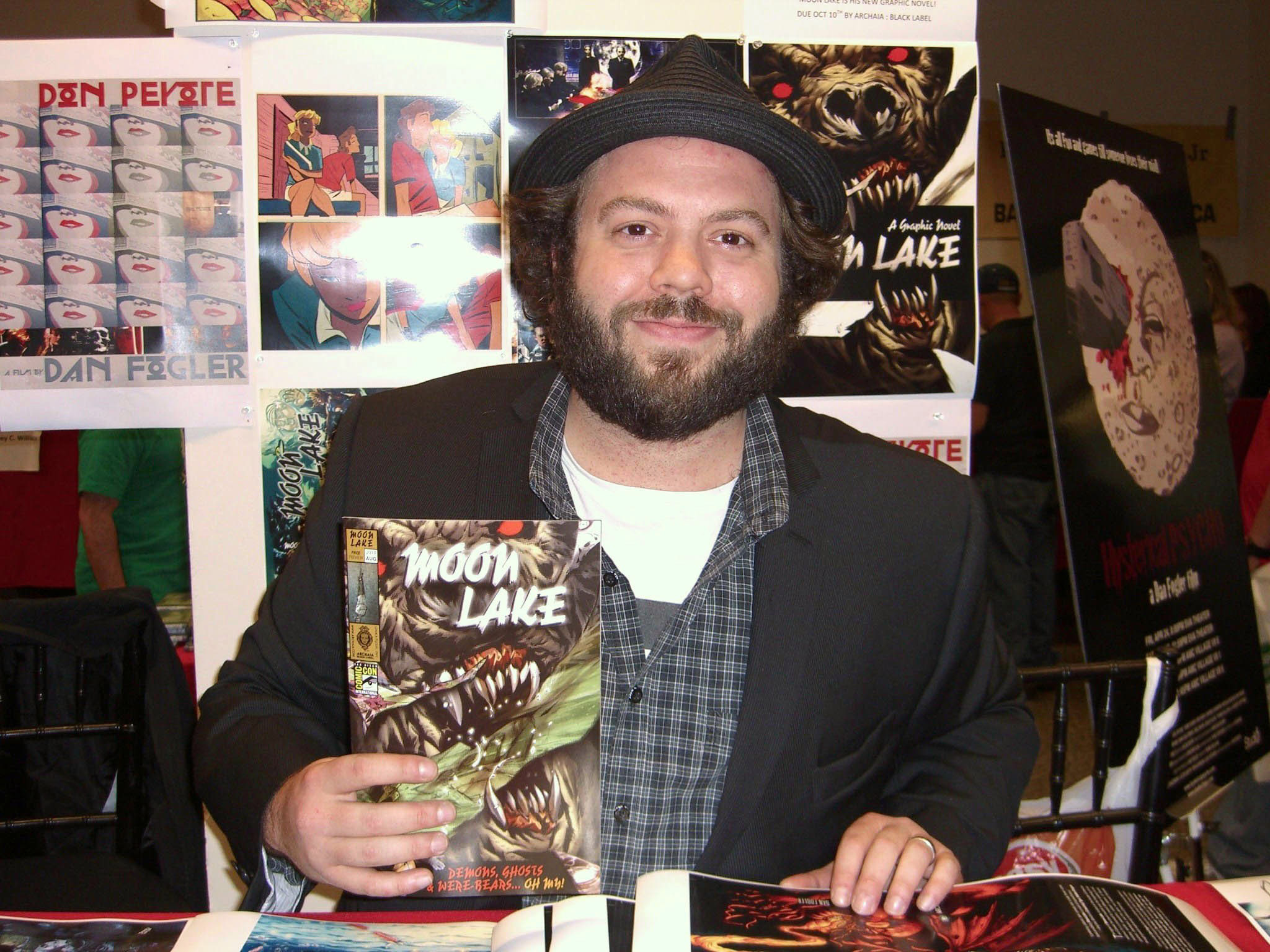
2010-ben

- Brooklyn Thrill Killers (1999) – Melvin Mittman
- Bust a Move (2000) – Charlie
- Hyper (2002) – Lenny
- Crocodile Tears (2011) – ismeretlen szerep
- Dog Eat Dog (2012) – Skeebo
- My Depression (The Up and Down and Up of It) (2014) – énekes (hangja)
- Post Modern Ophelia (2014) – Goldie Stern

### Televízió
| Év        | Magyar cím                  | Eredeti cím                  | Szerep               | Megjegyzések                                      |
| --------- | --------------------------- | ---------------------------- | -------------------- | ------------------------------------------------- |
| 2009–2010 | Amerikai fater              | American Dad!                | több szereplő hangja | 2 epizód                                          |
| 2010      |                             | M'Larky                      | Black hadnagy        | - 5 epizód - forgatókönyvíró - rendező (4 epizód) |
| 2010      | Kung Fu Panda ünnepe        | Kung Fu Panda Holiday        | Zeng (hangja)        | - rövidfilm - magyar hangja: - Józsa Imre         |
| 2011–2012 |                             | Man Up!                      | Kenny Hayden         | 13 epizód                                         |
| 2011–2018 | Robotcsirke                 | Robot Chicken                | több szereplő hangja | 2 epizód                                          |
| 2012      |                             | Prairie Dogs                 | Roj                  | eladatlan próbaepizód                             |
| 2012      | Furcsa amcsik               | Ugly Americans               | Carl (hangja)        | 1 epizód                                          |
| 2013      | Hannibal                    | Hannibal                     | Franklyn Froideveaux | 3 epizód                                          |
| 2013–2022 | A Goldberg család           | The Goldbergs                | Marvin Goldberg      | 14 epizód                                         |
| 2014      |                             | Black Box                    | Fred Baker           | 1 epizód                                          |
| 2014      |                             | Living the Dream             | Russ Danzinger       | eladatlan próbaepizód                             |
| 2015      | Titkok és hazugságok        | Secrets and Lies             | Dave Carlyle         | 10 epizód                                         |
| 2015      | A férjem védelmében         | The Good Wife                | Nick Zubrovsky       | 1 epizód                                          |
| 2017      |                             | Famous in Love               | önmaga               | 1 epizód                                          |
| 2017      |                             | Sharknado 5: Global Swarming | Dan Fogler           | tévéfilm                                          |
| 2018–2022 | The Walking Dead            | The Walking Dead             | Luke                 | visszatérő szereplő (9–11. évad)                  |
| 2021      | Green család a nagyvárosban | Big City Greens              | bohóc (hangja)       | 1 epizód                                          |
| 2022      | Az ajánlat                  | The Offer                    | Francis Ford Coppola | minisorozat (10 epizód)                           |

### Videójátékok
| Év   | Cím             | Szerep                  |
| ---- | --------------- | ----------------------- |
| 2016 | Lego Dimensions | Jacob Kowalski (hangja) |

### Videóklipek
| Év   | Előadó          | Cím                 | Szerep        |
| ---- | --------------- | ------------------- | ------------- |
| 2003 | Type O Negative | I Don't Wanna Be Me | több szereplő |

## Fordítás
- Ez a szócikk részben vagy egészben  a   Dan Fogler című angol Wikipédia-szócikk fordításán alapul.  Az eredeti cikk szerkesztőit annak laptörténete sorolja fel. Ez a jelzés csupán a megfogalmazás eredetét és a szerzői jogokat jelzi, nem szolgál a cikkben szereplő információk forrásmegjelöléseként.